# Sint-Lambertuskerk (Sint-Lambrechts-Herk)

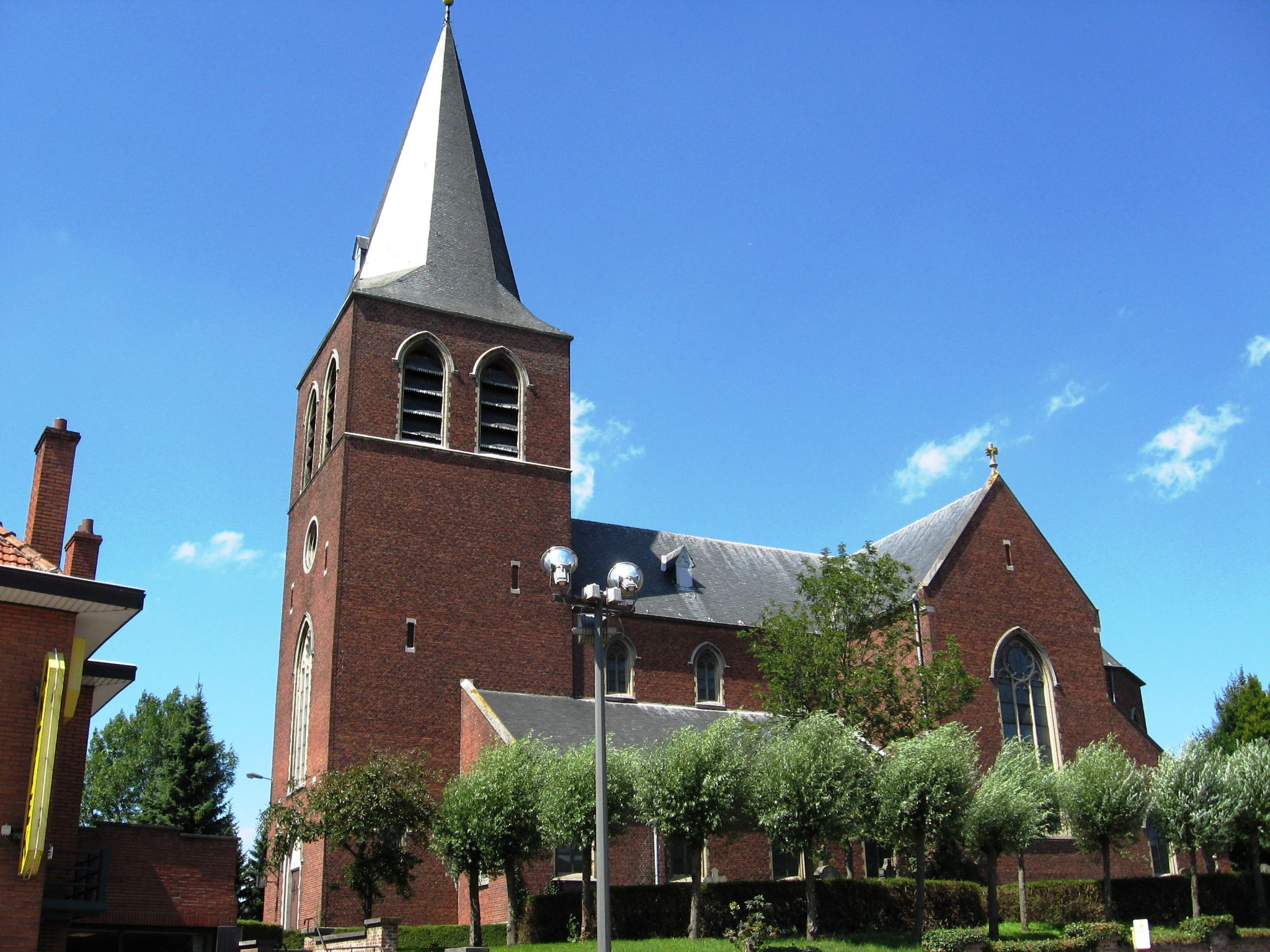
Sint-Lambertuskerk

De Sint-Lambertuskerk is de parochiekerk van Sint-Lambrechts-Herk, gelegen aan de Pastorijstraat aldaar.
Hoewel de Sint-Lambertusparochie al ouder is, dateert het huidige kerkgebouw van 1892-1894. Het betreft een neogotische kruisbasiliek met een voorgebouwde vierkante westtoren van twee geledingen, gedekt met een ingesnoerde naaldspits.
Het interieur is grotendeels neogotisch, en er is een gebeeldhouwde kruisweg van De Vriendt. Een schilderij, de Graflegging van Christus, van Walthère Damery, is uit ongeveer 1650. Voorts zijn er enkele gepolychromeerde beelden, namelijk een Madonna (eind 17e eeuw), een Sint-Barbara (16e eeuw) en een Sint-Lambertus (18e eeuw).